# Toru Iwaya
Toru Iwaya (岩谷徹?, Iwaya Toru; Kōriyama, 12 febbraio 1936) è un artista e pittore giapponese, specializzato nella Manière noire, tecnica di incisione per la produzione di stampe.

## Biografia
Nato a Koriyama, in Giappone nel 1936, ultimogenito di Iwaya Kanekichi e Kageyama Matsu, Toru Iwaya si spostò, all'età di 19 anni a Tokyo. Dopo essersi laureato all'Università delle tecnologie e delle scienze marine (東京海洋大学), all'età di 24 anni ritornò a Koriyama, dove nel 1965, all'età di 29 anni, sposò Keiko Sugano.
Nel 1971, all'età di 35 anni, si trasferì a Parigi, considerata la capitale Europea dell'arte.
La ragione principale del suo spostamento era la ricerca di ispirazione artistica. Toru Iwaya, autodidatta in pittura e incisione, e voleva essere immerso in un ambiente che lo aiutasse a crescere artisticamente.

## Arte
Uno dei temi principali dei lavori di Toru Iwaya è un forte nichilismo e una battaglia costante che ha combattuto durante la sua vita alla ricerca di risposte alle domande sull'esistenza e sul significato della vita.
La sua tecnica di incisione, chiamata "tecnica scura" o "maniera nera", è un metodo raramente usato oggi.
Questa tecnica esprime la profondità di un mondo interiore presente al di sotto dell'immagine raffigurata sulla superficie scura.
Al di fuori di alcune eccezioni, il suo nichilismo ha permeato la maggior parte delle sue opere, ed è possibile notarlo come filo conduttore che ha ispirato quasi tutte le sue opere.
Un altro tema ricorrente è la maschera Nō (能), usata nella drammaturgia Giapponese a partire dal XIV secolo
Molti dei suoi lavori sono esposti in gallerie situate in varie parti del mondo. La Biblioteca nazionale di Francia, il museo della città di Kōriyama, Giappone, il museo della città di Fukuoka, Giappone e la New York Public Library

### Il periodo francese
Nonostante abbia iniziato a studiare la tecnica dell'acquaforte molto tempo prima di trasferirsi in Francia, il suo periodo più produttivo concise con il suo trasferimento a Parigi nel 1971.
A causa del deterioramento delle condizioni di salute della moglie durante la sua lunga permanenza a Parigi, Toru si dedicò con maggior impegno alla tecnica dell'acquaforte.
Durante questo periodo incontrò il maestro Yozo Hamaguchi, da lui considerato come un "fratello maggiore", una figura a lui superiore, con il quale realizzò diverse mostre a New York.
Durante il soggiorno parigino fu influenzato da diversi artisti, allora famosi in Europa, come Paul Klee, Odilon Redon, Marc Chagall e Joan Miró. Questo lo possiamo notare nel suo lavoro del 2004, Lode a Klee e Miró.
La collezione completa dei suoi lavori è stata pubblicata nel 1991 nel Catalogue Raisonné.
Dopo il suo ritorno in Giappone ha proseguito la sua produzione e ha iniziato ad insegnare le sue tecniche a giovani studenti che frequentano il suo atelier.

### Simbolismo
- Crocifissione di Gesù: considerata simbolo dell'Olocausto e della persecuzione degli Ebrei, sebbene questa sia avvenuta molti anni prima dell'inizio del suo lavoro di artista. Toru Iwaya è sempre stato molto simpatizzante del messaggio e degli insegnamenti di Gesù. Questo lo possiamo notare in molti dei suoi lavori.
- "Albero": simbolo di serenità e di purezza.
- "Scene circensi": simbolo dell'armonia dell'uomo con l'animale, che induce creatività negli uomini. Armonia degli uomini che vivono e lavorano insieme dove l'errore di uno simboleggia il fallimento del gruppo.
- "Cavalli": simbolo di velocità e potenza.
- "Maschera Nō": esatto opposto del cavallo, simbolo di serenità e misticismo.